# Tempio Civico della Beata Vergine Incoronata

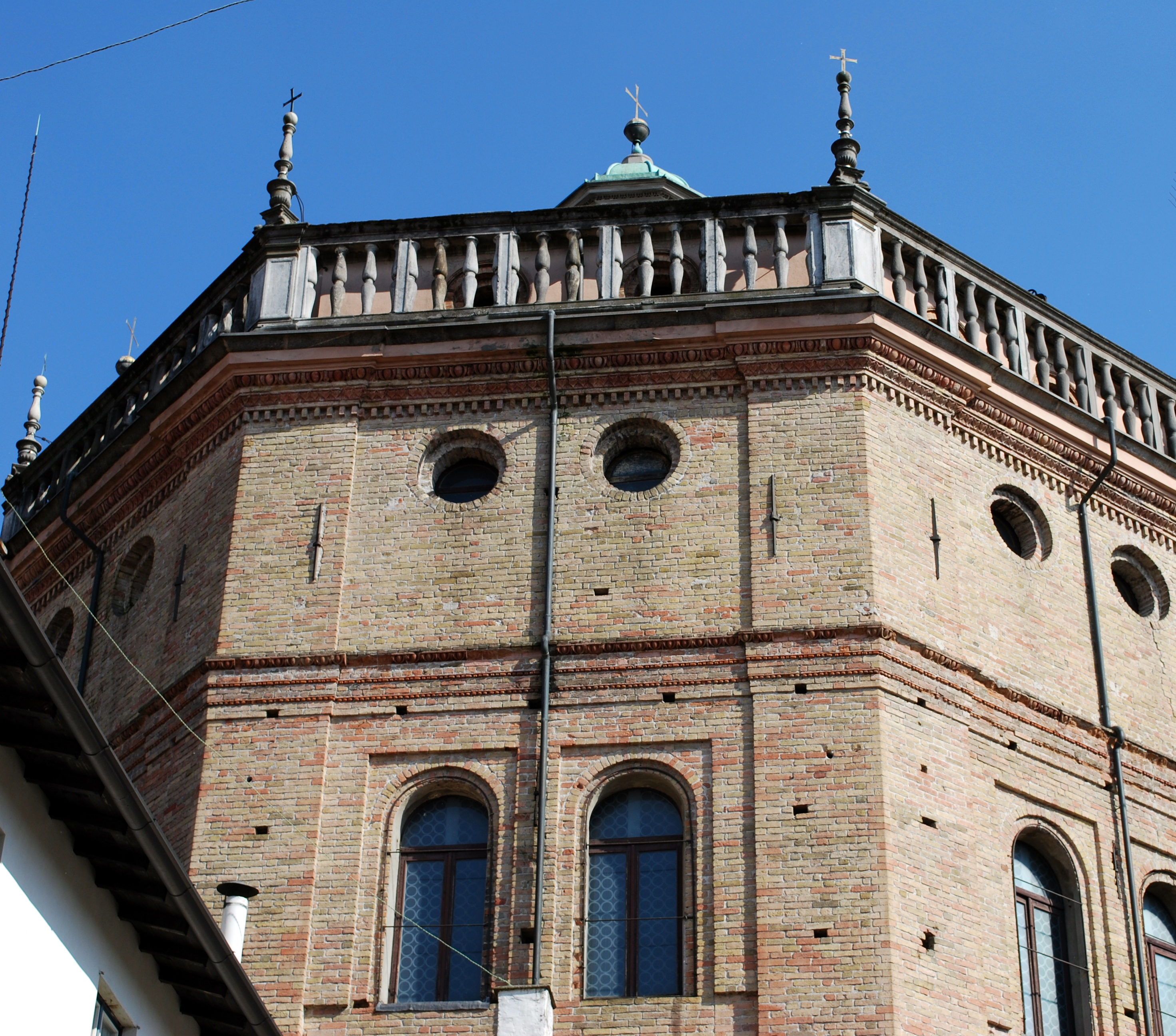
Tempio Civico della Beata Vergine Incoronata, Vierungsturm.

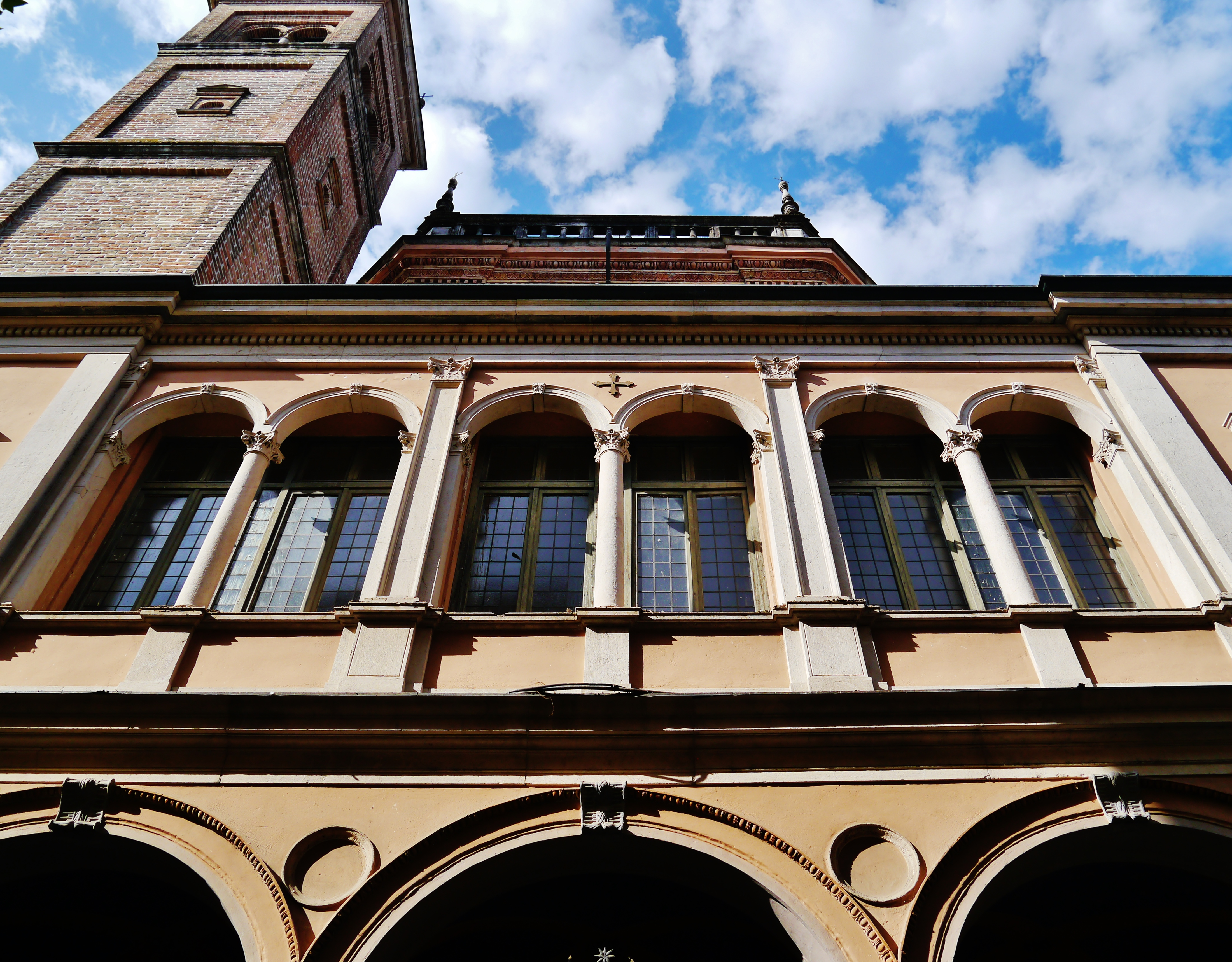
Tempio Civico della Beata Vergine Incoronata, Fassade.

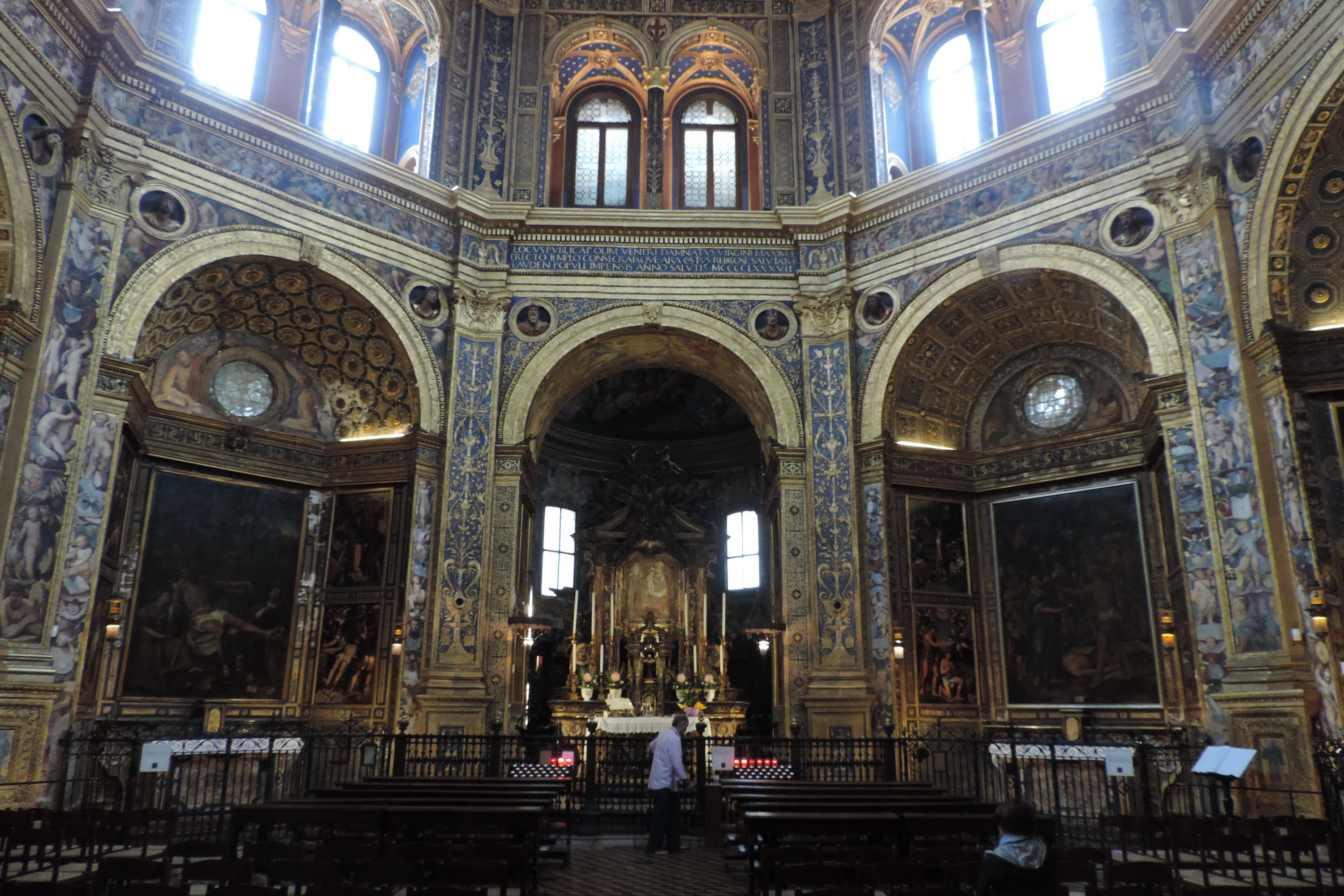
Tempio Civico della Beata Vergine Incoronata, Innenaussicht.

Tempio Civico della Beata Vergine Incoronata, auch Heiligtum der Incoronata genannt, ist eine römisch-katholische Kirche mit dem Patrozinium der Krönung Mariens in Lodi in der Nähe der Piazza della Vittoria in einer stadttypischen engen Straße.

## Geschichte
Das Gebäude wurde von Giovanni Battaggio entworfen; die Bauarbeiten wurden weitgehend von Giovanni Giacomo Dolcebono geleitet. Die Kirche erhebt sich über einem achteckigen Grundriss, der von einer achtgliedrigen Kuppel bedeckt ist, die von einer Laterne überragt wird; außen verläuft um den ebenfalls achteckigen Vierungsturm eine Balustrade mit kleinen Säulen und Zinnen; von 1511 bis 1513 sind Arbeiten am Tiburio durch den Architekten Giovanni Antonio Amadeo belegt. Der Glockenturm, entworfen von Lorenzo Maggi, wurde 1503 erbaut, während die Fassade erst 1879 von Afrodisio Truzzi fertiggestellt wurde.
Das Innere ist mit prächtigen Goldverzierungen geschmückt und verfügt im oberen Bereich über eine Empore mit kleinen Bögen, die von blauen und goldenen Säulen getragen werden. Im Laufe der Jahre wurde das Gebäude zu einer Kunstgalerie: Es beherbergt zahlreiche Fresken, Tafeln und Gemälde, die zwischen dem Ende des 15. Jahrhunderts und dem Beginn des 19. Jahrhunderts von den wichtigsten Künstlern, die in Lodi tätig waren, geschaffen wurden. Der Maler Bergognone schuf vier Tafeln, von denen die besonders wichtigen Die Verkündigung (die einen Querschnitt einer typischen Landschaft von Lodi zeigt) und Die Darstellung im Tempel (die das Innere der Incoronata wiedergibt) sind. Martino und Albertino Piazza schufen das Berinzaghi-Polyptychon und die Krönung der Jungfrau, ein Gemälde auf Seide, das hinter dem Hochaltar angebracht wurde. Callisto Piazza und Stefano Maria Legnani haben hier einige ihrer größten Meisterwerke hinterlassen.
Die acht Segmente des inneren Teils der Kuppel, die 1840 von Enrico Scuri mit Fresken bemalt wurden, stellen die Triumphe der Heiligen von Lodi dar. Die große Nische des Haupteingangs ist mit den Geschichten von Abraham (1562) von Fulvio Piazza geschmückt; über dem Hauptportal befindet sich die Epiphanie, ein Werk, das Callisto Piazza zugeschrieben wird.
Die Kapelle von Sankt Paul beherbergt zahlreiche Werke von Bergognone an den Wänden. Unter ihnen sind die Verkündigung und die Heimsuchung hervorzuheben.

## Orgel

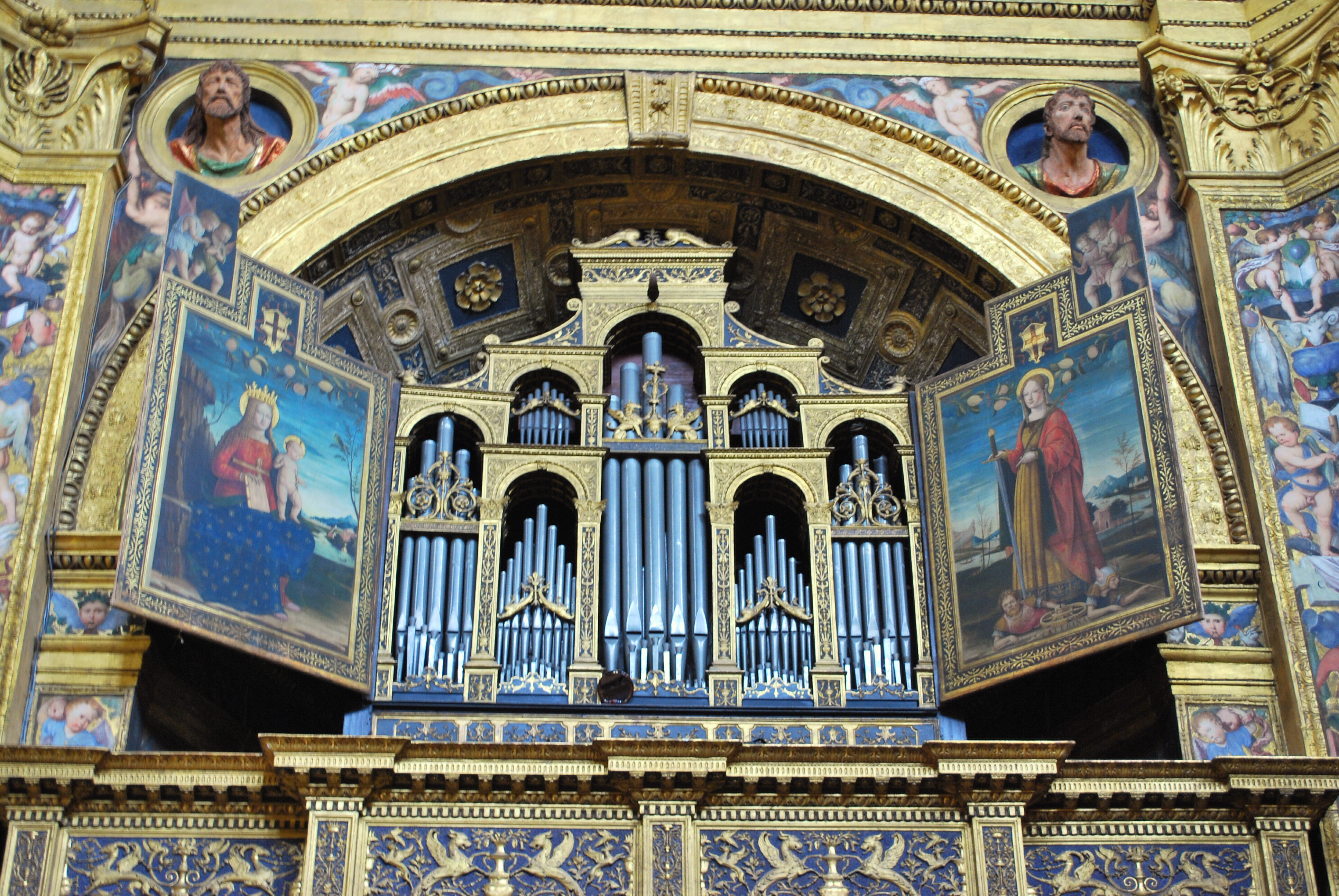
Orgel in historischem Gehäuse von 1507

In der Nische rechts vom Eingang, über einem mit Gemälden und vergoldeten Schnitzereien reich verzierten Altarraum, befindet sich die Pfeifenorgel. Von dem gotischen Instrument, das Domenico da Lucca im Jahr 1507 fertiggestellte, ist noch das Gehäuse erhalten. Giovanni Battista Chiesa führte im Jahr 1775 einen Umbau  durch. 1895 erfolgte ein Neubau durch Angelo Cavalli. Das Instrument mit seiner originalen mechanischen Traktur befindet sich in einem reich verzierten Gehäuse mit bemalten Türen, auf denen rechts San Bassiano und links die Madonna mit Kind dargestellt sind. Die 1981 von der Firma Tamburini aus Crema restaurierte Orgel verfügt über 17 Register auf einem Manual und Pedal italienischer Bauart. Einige Register sind geteilt, das Manual hat eine kurze Oktave. Die Disposition lautet wie folgt:
| I Tastiera CDEFGA–f3 |       |
| Principale Primo     | 8′    |
| Principale Secondo D | 8′    |
| Voce Umana D         | 8′    |
| Ottava               | 4′    |
| Flauto in Duodecima  | 2 ⁄3′ |
| Decimaquinta         | 2′    |
| Decimanona           | 1 ⁄3′ |
| Vigesimaseconda      | 1′    |
| Vigesimasesta        | 2⁄3′  |
| Vigesimanona         | 1⁄2′  |
| Trigesimaterza       | 1⁄3′  |
| Sesquialtera II B    |       |
| Cornetta III D       |       |
| Mosetto D            | 8′    |
| Claroni B            | 4′    |

| Pedaliera CD–a0         |        |
| Contrabbassi e Rinforzi | 16′+8′ |
| Tromboncini             | 8′     |

- Koppeln: I/P
- Spielhilfen: freie Kombination „alla Lombarda“, Ripieno